# 阿拉斯加鮶鮋
阿拉斯加鮶鮋 (美加華人稱這種魚為「紅龍斑」)，為輻鰭魚綱鮋形目鮋亞目平鮋科的其中一種，被IUCN列為瀕危保育類動物，為深海魚類，分布於北太平洋鄂霍次克海至墨西哥下加利福尼亞海域，棲息深度17-1600公尺，體長可達80公分，棲息在軟底質底層水域，卵在漂浮的凝膠團，生活習性不明，可做為食用魚，具有毒性。

## 扩展阅读
維基物種上的相關：阿拉斯加鮶鮋